# 馬愉生
馬愉生（英語：Ma Yu-sang，1983年—），香港普羅政治學苑成員。前社民連副秘書長，曾任梁國雄議員助理。離開社民連加入人民力量後，其間擔任黃毓民議員助理。曾於《MyRadio》節目《毓民踩場》擔任節目主持。

## 參與選舉

### 2011年香港區議會選舉
- 2011年11月6日，代表人民力量報名參選沙田區議會R12翠田選區，最終獲1,153票，落敗於得票1,723的公民力量成員黃澤標。

### 2016年香港立法會選舉
- 2016年7月26日，聯同黃毓民正式報名參選立法會選舉九龍西地區直選議席，並排在候選名單次席。

- 2016年9月4日，得到20,219張地區選票，九龍西議席六席排名第七而落選。

### 2019年香港區議會選舉
- 2019年10月17日，報名參選深水埗區議會F12碧匯選區，最終獲120票，落敗於得票1,462的民主黨成員鄒穎恒。[1]

## 大氣及網絡電台主持
- 2008年  MyRadio《立睇九龍》
- 2016年 MyRadio《毓民踩場》